# Кореневский сельсовет (Курская область)
Кореневский сельсовет — муниципальное образование со статусом сельского поселения в Кореневском районе Курской области Российской Федерации.
Административный центр — село Коренево.

## История
Статус и границы сельсовета установлены Законом Курской области от 21 октября 2004 года № 48-ЗКО «О муниципальных образованиях Курской области».

## Население
| 2002  | 2010  | 2012  | 2013  | 2014  | 2015  | 2016  |
| ----- | ----- | ----- | ----- | ----- | ----- | ----- |
| 2678  | ↘2549 | ↘2509 | ↘2477 | ↘2447 | ↘2428 | ↘2417 |
| 2017  | 2018  | 2019  | 2020  | 2021  |       |       |
| ↘2390 | ↘2366 | ↗2381 | ↘2378 | ↘2260 |       |       |

## Состав сельского поселения
| № | Населённый пункт | Тип населённого пункта       | Население |
| - | ---------------- | ---------------------------- | --------- |
| 1 | Коренево         | село, административный центр | ↘2150     |
| 2 | Лобановка        | деревня                      | ↘259      |
| 3 | Матвеевка        | деревня                      | ↘8        |
| 4 | Никипеловка      | деревня                      | ↗132      |